# World Magnetic Tour
World Magnetic Tour è un tour del gruppo musicale statunitense Metallica a sostegno del nono album in studio Death Magnetic, pubblicato il 12 settembre 2008.
Il tour prese ufficialmente il via nel mese di ottobre 2008 con un tour negli Stati Uniti ed in Canada, a seguito di tre date europee di promozione fatte nel settembre dello stesso anno.
Nel febbraio 2009 il gruppo iniziò il tour europeo; a settembre 2009 il gruppo dette il via terzo tour nel Nord America, iniziato a Nashville (Tennessee) e conclusosi nella metà del novembre a New York City.
Nel mese di aprile 2010, il tour tornò ancora una volta in Europa, a cominciare da due date ad Oslo (la seconda delle quali vide il debutto di The Unforgiven III). La band apparve anche all'edizione 2010 del Sonisphere Festival, dove si tenne la riunione dei "Big 4" del thrash metal con Slayer, Megadeth e Anthrax. Questo evento fu confermato anche per le date in: Polonia, Svizzera, Repubblica Ceca, Bulgaria (paese nel quale fu immortalato il DVD The Big 4: Live from Sofia, Bulgaria), Grecia, Italia, Romania e Turchia.
Il concerto eseguito nella Città del Messico venne registrato e pubblicato nel DVD Orgullo, pasión y gloria: Tres noches en la Ciudad de México (2009), quello di Nîmes nel DVD Français pour une nuit: Live aux Arènes de Nîmes 2009 (2009) e quello tenutosi a Québec nel DVD Quebec Magnetic (2012).

## Scaletta
Queste sono le canzoni suonate al World Magnetic Tour dal 12 settembre 2008 al 21 novembre 2010:
| Album                              | Titolo brano                 | Numero di volte |
| ---------------------------------- | ---------------------------- | --------------- |
| Kill 'Em All (1983)                | Hit the Lights               | 36              |
| Kill 'Em All (1983)                | The Four Horsemen            | 28              |
| Kill 'Em All (1983)                | Motorbreath                  | 34              |
| Kill 'Em All (1983)                | Jump in the Fire             | 7               |
| Kill 'Em All (1983)                | Whiplash                     | 33              |
| Kill 'Em All (1983)                | Phantom Lord                 | 20              |
| Kill 'Em All (1983)                | No Remorse                   | 25              |
| Kill 'Em All (1983)                | Seek & Destroy               | 186             |
| Ride the Lightning (1984)          | Fight Fire With Fire         | 55              |
| Ride the Lightning (1984)          | Ride the Lightning           | 43              |
| Ride the Lightning (1984)          | For Whom the Bell Tolls      | 77              |
| Ride the Lightning (1984)          | Fade to Black                | 65              |
| Ride the Lightning (1984)          | Trapped Under Ice            | 17              |
| Ride the Lightning (1984)          | Creeping Death               | 81              |
| Ride the Lightning (1984)          | The Call of Ktulu            | 1               |
| Master of Puppets (1986)           | Battery                      | 40              |
| Master of Puppets (1986)           | Master of Puppets            | 186             |
| Master of Puppets (1986)           | The Thing That Should Not Be | 11              |
| Master of Puppets (1986)           | Welcome Home (Sanitarium)    | 43              |
| Master of Puppets (1986)           | Disposable Heroes            | 13              |
| Master of Puppets (1986)           | Leper Messiah                | 12              |
| Master of Puppets (1986)           | Orion                        | 7               |
| Master of Puppets (1986)           | Damage, Inc.                 | 23              |
| ...And Justice for All (1988)      | Blackened                    | 60              |
| ...And Justice for All (1988)      | ...And Justice for All       | 14              |
| ...And Justice for All (1988)      | One                          | 186             |
| ...And Justice for All (1988)      | The Shortest Straw           | 10              |
| ...And Justice for All (1988)      | Harvester of Sorrow          | 53              |
| ...And Justice for All (1988)      | Dyers Eve                    | 18              |
| Metallica (1991)                   | Enter Sandman                | 186             |
| Metallica (1991)                   | Sad but True                 | 185             |
| Metallica (1991)                   | Holier Than Thou             | 24              |
| Metallica (1991)                   | The Unforgiven               | 29              |
| Metallica (1991)                   | Wherever I May Roam          | 40              |
| Metallica (1991)                   | Through the Never            | 11              |
| Metallica (1991)                   | Nothing Else Matters         | 186             |
| Metallica (1991)                   | Of Wolf and Man              | 18              |
| Metallica (1991)                   | The God That Failed          | 2               |
| Load (1996)                        | Until It Sleeps              | 9               |
| Load (1996)                        | King Nothing                 | 1               |
| Load (1996)                        | Bleeding Me                  | 2               |
| Load (1996)                        | The Outlaw Torn              | 3               |
| ReLoad (1997)                      | Fuel                         | 38              |
| ReLoad (1997)                      | The Memory Remains           | 22              |
| Garage Inc. (1998)                 | Turn the Page                | 31              |
| Garage Inc. (1998)                 | Die, Die My Darling          | 30              |
| Garage Inc. (1998)                 | Whiskey in the Jar           | 1               |
| Garage Inc. (1998)                 | Helpless                     | 20              |
| Garage Inc. (1998)                 | The Small Hours              | 1               |
| Garage Inc. (1998)                 | The Wait                     | 7               |
| Garage Inc. (1998)                 | Last Caress                  | 31              |
| Garage Inc. (1998)                 | Green Hell                   | 1               |
| Garage Inc. (1998)                 | Am I Evil?                   | 26              |
| Garage Inc. (1998)                 | Blitzkrieg                   | 13              |
| Garage Inc. (1998)                 | Breadfan                     | 30              |
| Garage Inc. (1998)                 | The Prince                   | 5               |
| Garage Inc. (1998)                 | Stone Cold Crazy             | 51              |
| Garage Inc. (1998)                 | So What                      | 2               |
| Garage Inc. (1998)                 | Killing Time                 | 5               |
| Garage Inc. (1998)                 | Overkill                     | 3               |
| Garage Inc. (1998)                 | Damage Case                  | 1               |
| Garage Inc. (1998)                 | Stone Dead Forever           | 1               |
| Garage Inc. (1998)                 | Too Late Too Late            | 5               |
| S&M (1999)                         | No Leaf Clover               | 13              |
| Mission: Impossible II OST (2000)  | I Disappear                  | 5               |
| St. Anger (2003)                   | Frantic                      | 6               |
| We All Love Ennio Morricone (2007) | The Ecstasy of Gold          | 1               |
| Death Magnetic (2008)              | That Was Just Your Life      | 169             |
| Death Magnetic (2008)              | The End of the Line          | 149             |
| Death Magnetic (2008)              | Broken, Beat & Scarred       | 148             |
| Death Magnetic (2008)              | The Day That Never Comes     | 141             |
| Death Magnetic (2008)              | All Nightmare Long           | 92              |
| Death Magnetic (2008)              | Cyanide                      | 134             |
| Death Magnetic (2008)              | The Unforgiven III           | 7               |
| Death Magnetic (2008)              | The Judas Kiss               | 29              |
| Death Magnetic (2008)              | Suicide & Redemption         | 1               |
| Death Magnetic (2008)              | My Apocalypse                | 36              |
| Black Sabbath cover                | Hole in the Sky              | 1               |
| Saxon cover                        | Motorcycle Man               | 1               |